# Chilexenus rosendinus
Chilexenus rosendinus är en mångfotingart som först beskrevs av Filippo Silvestri 1903.  Chilexenus rosendinus ingår i släktet Chilexenus och familjen penseldubbelfotingar. Inga underarter finns listade i Catalogue of Life.